# Stig Kristiansen
Stig Kristiansen (né le 12 août 1970 à Oslo) est un coureur cycliste norvégien. Actif durant les années 1990, il a notamment été champion de Norvège du contre-la-montre en 1994 et médaillé de bronze du championnat du monde de contre-la-montre par équipes en 1991. Il a représenté la Norvège aux Jeux olympiques d'été de 1992, à Barcelone, lors de l'épreuve de contre-la-montre par équipes.
En octobre 2012, il devient sélectionneur des équipes nationales norvégiennes sur route, succédant à Steffen Kjaergaard qui a dû démissionner après avoir admis s'être dopé durant sa carrière de coureur. Stig Kristiansen occupe ce poste durant cinq années, pendant lesquelles les sélections qu'il dirige obtiennent deux titres mondiaux en catégorie espoirs avec Kristoffer Halvorsen en 2016 et Sven Erik Bystrøm en 2014 et un titre européen élite avec Alexander Kristoff en 2017, des médailles d'argent aux championnats du monde avec Kristoff en 2017, et des médailles de bronze avec Susanne Andersen en catégorie junior en 2016 et Kristoffer Skjerping en catégorie espoir en 2014. Cette année-là, il est accidenté au volant de son véhicule durant la course élite masculine en tentant d'éviter un spectateur sur la route. Souffrant de fracture à la jambe, au bras et à la hanche, il reprend ses fonctions au cours de la saison 2015.
En fin d'année 2017, il quitte le poste de sélectionneur national et devient directeur sportif de l'équipe Uno-X Hydrogen.

## Palmarès
- 1988
  - Champion des Pays nordiques du contre-la-montre par équipes juniors (avec Roar Skaane, Bjørn Stenersen et Karsten Stenersen)
- 1991
  -  Médaillé de bronze du championnat du monde de contre-la-montre par équipes
- 1992
  -  Champion de Norvège du contre-la-montre par équipes (avec Dag Erik Pedersen et Trond Kristian Karlsen)
- 1994
  -  Champion de Norvège du contre-la-montre
  -  Champion de Norvège du contre-la-montre par équipes (avec Ole Simensen et Steffen Kjærgaard)
- 1995
  -  Champion de Norvège du contre-la-montre par équipes (avec Ole Simensen et Steffen Kjærgaard)
- 1997
  - 3e du championnat de Norvège du contre-la-montre
- 1998
  -  Champion de Norvège du critérium
  -  Champion de Norvège du contre-la-montre par équipes (avec Vegard Øverås Lied et Kurt Asle Arvesen)
  - 3e du championnat de Norvège du contre-la-montre
- 2000
  - 3e du championnat de Norvège du contre-la-montre